# 2005 في سوريا

## أحداث
- 8 تشرين الثاني 2005: قامت السلطات السورية باعتقال الناشط السياسي المعارض كمال اللبواني عقب عودته من زيارة إلى الولايات المتحدة وأوروبا. وقد سبق للبواني أن اعتقل لثلاث سنوات بين عامي 2000 و2003 عقب مشاركته في منتدى رياض سيف في الفترة التي عُرفت لاحقاً بربيع دمشق. وبعد الإفراج عنه عاد إلى العمل السياسي وأعلن في 2004 عن تشكيل «التجمع الليبرالي الديمقراطي» متحدياً الحظر المفروض على تشكيل الأحزاب في سوريا. في تشرين الأول عام 2005، قام اللبواني بزيارة إلى واشنطن، اجتمع خلالها بمسؤولين من إدارة الرئيس الأميركي جورج و. بوش، كما زار بروكسل واجتمع فيها مع ممثلين عن الاتحاد الأوروبي وبعض منظمات حقوق الإنسان. اعتقل اللبواني فور عودته إلى مطار دمشق الدولي في مثل هذا اليوم، وتمت محاكمته بتهمة «الاتصال بدولة أجنبية وتحريضها على العدوان على سوريا». حُكم عليه في أيار 2007 بالسجن لمدة 12 عاماً مع الأشغال الشاقة، وكان ذلك أقسى حكم يصدر ضد معارض سياسي منذ وصول الرئيس بشار الأسد إلى سدة الحكم عام 2000. أفرج عن اللبواني بموجب عفو عام 2011.
- 30 كانون الأول 2005: أعلن نائب الرئيس السوري السابق عبد الحليم خدام انشقاقه عن النظام السوري في مقابلة تلفزيونية أجراها مع قناة العربية في باريس. وانتقد خدام في المقابلة السياسة السورية في لبنان واتهم النظام السوري بإرسال تهديدات إلى رئيس الوزراء اللبناني السابق رفيق الحريري الذي اغتيل في شباط 2005. وفي وقت لاحق اتهم خدام الرئيس السوري صراحة بالمسؤولية عن أغتيال الحريري وتم استجوابه من قبل اللجنة الدولية التي شكلت للتحقيق في الاغتيال. بعد انشقاق خدام انعقد مجلس الشعب السوري في جلسة استئنائية وأصدر قراراً يطلب محاكمة خدام بتهمة الخيانة. تمت محاكمته غيابياً وأصدرت عليه المحكمة العسكرية الجنائية الأولى بدمشق 13 حكماً بالسجن أشدها الأشغال الشاقة المؤبدة. حاول خدام التعاون مع جهات سورية معارضة أخرى، فشكّل مع الإخوان المسلمين «جبهة الخلاص الوطني» ثم انسحب منها عام 2009 بعد اختلافه معهم.

## الوفيات
- 12 تشرين الأول 2005 - أعلنت السلطات السورية عن انتحار وزير الداخلية العميد غازي كنعان في مكتبه بدمشق. كنعان من مواليد قرية بحمرا بمحافظة اللاذقية عام 1942. تخرج من الكلية العسكرية عام 1965. عين رئيساً لفرع المخابرات العسكرية في حمص عام 1982. أصبح رئيساً لفرع الأمن والاستطلاع (الاستخبارات) في القوات السورية في لبنان عام 1983. تزايد نفوذه في لبنان مع استتباب الأمور لصالح سوريا في أواخر الثمانينات. عاد إلى سوريا عام 2002 رئيساً لفرع الأمن السياسي. عيّن وزيراً للداخلية عام 2004. اتهمته الولايات المتحدة بالتورط في زعزعة استقرار لبنان وجمدت حساباته مع مسؤولين سوريين آخرين. اتهم بامتلاك معلومات عن اغتيال رئيس الوزراء اللبناني الأسبق رفيق الحريري عام 2005 لكنه نفى ذلك. أشاعت مصادر معارضة أنه مات مقتولاً من قبل النظام الحاكم.
- 11 تشرين الثاني 2005: توفي المخرج السينمائي السوري-الأميركي مصطفى العقاد متأثراً بجروح أصيب بها في تفجير استهدف أحد فنادق العاصمة الأردنية عمان. وقد طالت ثلاث عمليات انتحارية متزامنة فنادق في وسط عمان، من بينها فندق جراند حياة حيث كان العقاد مقيماً. وقد توفيت في الحادث أيضاً ابنته ريما. ولد العقاد في حلب عام 1930 وهاجر إلى الولايات المتحدة في عام 1950 حيث درس السينما في جامعة كاليفورنيا بلوس أنجلوس. يعتبر أشهر أعماله في العالم العربي فيلم «الرسالة» (1976) الذي يتناول حياة النبي محمد، وأخرجه العقاد بنسختين عربية وإنكليزية. وفي عام 1981 أخرج فيلم «أسد الصحراء» حول حياة عمر المختار الذي قاد ثورة في ليبيا ضد الاحتلال الإيطالي. تعود شهرة العقاد في الغرب إلى مشاركته في إنتاج ثمانية أفلام في سلسلة من أفلام الرعب حملت اسم «هالوين». توفي العقاد بينما كان يحضر لإنتاج ضخم عن صلاح الدين والصليبيين من بطولة النجم المعروف شان كونري. شيّع الآلاف من السوريين العقاد إلى مثواه الأخير في حلب. أعلنت تنظيم القاعدة مسؤوليته عن تفجيرات عمان التي راح ضحيتها 60 قتيلاً وأكثر من 300 جريح.